# Виррих, Эрнест Францевич
Эрне́ст (Эрнест-Фридрих) Фра́нцевич Ви́ррих (1860 — после 1949) — русский архитектор, академик архитектуры Императорской Академии художеств, создатель ансамбля Политехнический институт императора Петра Великого.

## Биография

### Ранние годы и образование
Родился 20 мая 1860 года в Одессе в мещанской семье немцев-лютеран Фридриха-Франца и Магдалины Виррих. Получив хорошее домашнее образование, Эрнест в 1878 году поступил в Императорскую Академию художеств на живописное отделение, где проучился пять лет и получил несколько серебряных медалей за свои этюды. К 1882-му Виррих получил право преподавать рисование и начал подрабатывать уроками. Одним из его учеников был Иван Чарушин. Тем не менее, сам Виррих считал свои успехи в живописи посредственными, поэтому в 1884-м он перешёл на архитектурное отделение. В 1890 году Эрнест Францевич окончил академию, получив звание классного художника 1-й степени.

### Карьера
Ещё в институтские годы Виррих начал активную архитектурную деятельность, в первое время как ассистент именитых зодчих. В 1886—1887 годах Виррих был помощником архитектора Василия Шауба. В 1888—1894 годах Эрнест Францевич являлся старшим техником и помощником Павла Сюзора (выполнял чертежи и наблюдал за строительством зданий, возводимых по его проектам). В числе прочих он помогал в работе над зданием Общества взаимного кредита.
В 1894—1896 годах Виррих был архитектором Строительного управления по постройке зданий для Всероссийской выставки в Нижнем Новгороде. Он руководил строительством спроектированных Александром Померанцевым павильонов Императорского, Художественного и Средней Азии.
Первой самостоятельной работой Вирриха стал Успенский собор в Омске. Заложенный в 1891-м, собор был достроен и освящён в 1898-м. При проектировании Виррих вдохновлялся храмом Спаса на Крови, а также русской церковной архитектурой XVII века.

### Политехнический институт
В 1898 году Виррих приступил к проектированию, а затем и строительству первого из трёх выполненных им крупных комплексов — Петербургского Политехнического института им. Петра Великого (1899—1902). Возглавил специально созданную строительную комиссию. В её работе учитывались не только передовые архитектурные новации, но и функциональные требования, которые были изложены в программе, составленной ведущими учёными и инженерами.
В 1907 году при проведении международного конкурса проектов на здание торгового дома Гвардейского экономического общества Виррих с И. В. Падлевским получили 4-ю премию, однако уже 25 июля 1907-го именно Вирриху поручили составить окончательную смету и возглавить строительство. На основе материалов конкурса Эрнест Францевич и его коллеги создали новый проект. В работах принимали участие Николай Васильев, Борис Боткин, Степан Кричинский. Первая очередь торгового комплекса была построена в 1908—1909 годах. В этом здании позже располагался Дом ленинградской торговли.
27 октября 1908 года Виррих был удостоен звания академика архитектуры.

### Поздние годы и эмиграция
Одним из последних реализованных проектов Вирриха стал комплекс Бассейного товарищества (ул. Некрасова,
58-60, Греческий пр., 10-12, Фонтанная ул., 3). Масштабное здание в стиле модерн заняло целый квартал и включало из 13 корпусов, разделённых внутренним двором и улицей. К проекту были привлечены также Алексей Бубырь, Алексей Зазерский, Николай Васильев, которые несколько изменили оформление фасадов от неоклассицизма в модерн. Благодаря необычному планировочному решению у каждой квартиры окна выходили на двор или улицу, в доме реализовали новейшие инженерные системы — вентиляцию, центральное горячее водоснабжение и отопление, пылесосную станцию, технические лифты.
Эрнест Виррих был женат, вместе с супругой Елизаветой Самойловной имел сына Владимира (1893—1978) и дочь Нину. Владимир Эрнестович в 1915 году окончил Институт гражданских инженеров и поступил на службу в Российский инженерный корпус. Год спустя его отправили в командировку в Вашингтон.
В 1920 году, через три года после революции, Эрнест Виррих переехал к сыну в США. В Америке он не смог реализовать себя как архитектор, однако стал успешным художником-экспертом в шёлковой индустрии. Последнее свидетельство о жизни Вирриха записал в 1949-м Ф. Ф. Постельс, навестив его в доме престарелых. Виррих продолжал активно заниматься живописью и писал «изящные, красивые акварели». Точная дата смерти неизвестна.
В фонде Политехнического института хранится телеграмма, которую Виррих прислал к его 35-летнему юбилею: «Искренний привет выдающимся профессорам, а также молодому поколению. Пусть полный успех увенчает ваши усилия, и пусть это содействует процветанию вашей страны. Нью-Йорк. Эрнест Виррих. Академик».

## Постройки

### В Санкт-Петербурге
- Поварской переулок, д. 1 (угол со Стремянной, 15 (левая часть) — доходный дом. 1897. Совместно с Б. И. Гиршовичем. В 2002 году из-за нарушения ремонтных технологий были обрушены перекрытия. В 2005 году здание снесено.
- Улица Зои Космодемьянской — здания Городской Алафузовской больницы. Перестройка и расширение 1897—1900, 1910. Совместно с П. Ю. Сюзором (не сохранились).
- Каменноостровский проспект, д. 5 — особняк С. Ю. Витте, 1898 (реконструирован).
- Каменноостровский проспект, д. 16, 1898—1899 (сохранился флигель).
- Политехническая улица, д. 29 — комплекс зданий Политехнического института. 1899—1902.
- 10-я Красноармейская улица, д. 22 — здание Женской рукодельной школы. Расширение. 1903—1904.
- Большая Конюшенная улица, д. 21-23, правая часть — угол с Волынским переулком (3) — торговый дом Гвардейского экономического общества — в советское время — универмаг «Дом Ленинградской Торговли» (ДЛТ). При участии Н. В. Васильева, И. В. Падлевского, Б. Я. Боткина, С. С. Кричинского (расширен).
- Улица Некрасова д. 58—60 — Греческий проспект, д. 10-12 — Фонтанная улица, д. 3 — дома, относящиеся к жилому комплексу Бассейного товарищества собственных квартир (1912—1917, архитекторы Э. Ф. Виррих, А. И. Зазерский, А. Ф. Бубырь, Н. В. Васильев).

### В Омске
- Успенский собор, 1891—1898.

### В Нижнем Новгороде
- Ряд зданий для Всероссийской выставки 1896 года.